# Technetium
Technetium er et grundstof med kemisk symbol Tc og atomnummer 43 i det periodiske system. Det tilhører gruppen af overgangsmetaller. Technetium har det laveste atomnummer af alle stofferne uden stabile isotoper i det periodiske system. Stort set alt technetium er fremstillet ad kunstig vej, og i naturen forefindes kun spormængder af grundstoffet. Technetium forekommer naturligt som et spontant fissionsprodukt i uranmalme og som resultat af neutronindfangning i molybdænmalme. Under normale temperatur- og trykforhold optræder technetium som et radioaktivt sølvgråt metal, der minder om platin. Dets kemiske egenskaber kan betragtes som en mellemting mellem rheniums og mangans.
Mange af technetiums egenskaber blev forudsagt af den russiske kemiker Dmitrij Mendelejev før grundstoffets opdagelse. Mendelejev efterlod et "hul" i sin periodiske tabel over grundstofferne og gav det uopdagede grundstof det foreløbige navn ekamangan (Em). I 1937 blev technetium (nærmere bestemt isotopen technetium-97) som det første grundstof fremstillet ad kunstig vej, hvilket har givet det dets nuværende navn (af græsk τεχνητός, tekhnetos, der betyder "kunstig").
Den kortlivede nukleare isomer technetium-99m, der udsender gammastråling ved henfald, anvendes i en række nuklearmedicinske undersøgelser. Den mere langlivede isotop technetium-99 (uden m, grundtilstanden) bruges som en gammastrålefri betakilde. Langlivede isotoper af technetium dannes som biprodukter ved fission af uran-235 i kernereaktorer og kan udvindes fra brændselsstave. I 1952 blev der opdaget technetium i røde kæmper, hvilket underbyggede teorien om, at stjerner kan producere tunge grundstoffer (ingen isotop af technetium har en halveringstid længere end 4,2 millioner år technetium-98, og røde kæmper er typisk milliarder af år gamle).

## Egenskaber
Technetium angribes langsomt af fugtig atmosfærisk luft, og danner derved to forskellige oxider; TcO2 og Tc2O7. Pulveriseret technetium kan brænde i en atmosfære af ilt. Technetium kan opløses i kongevand, salpetersyre samt koncentreret svovlsyre, men ikke i saltsyre. I et oxiderende miljø optræder technetium-VII-ionen som pertechnetat-ionen TcO4−. Technetium optræder i kemiske forbindelser med oxidationstrinene 0, +2, +4, +5, +6 og +7.
Metallisk technetium er svagt paramagnetisk; det bliver selv en anelse magnetisk når det udsættes for et eksternt magnetfelt, selv om stoffet ikke i sig selv er magnetisk. Helt rent, monokrystallinsk technetium udviser type II-superledning ved en temperatur på 7,46 K, og ved at bryde krystalstrukturen med ganske små mænger "urenheder" kan man øge denne kritiske temperatur til 11,2 K. Under disse temperaturer har technetium desuden en usædvanlig stor magnetisk penetrationsdybde, kun overgået af niobium.
Der findes ingen stabile isotoper af technetium, og alle de radioaktive isotoper har så korte halveringstider, at hvis der indgik større mængder technetium i den nydannede Jordklode, er det for længst henfaldet til andre grundstoffer. Af den grund er stoffet ekstremt sjældent; det findes kun i lige akkurat målbare mængder i uran-holdige mineraler, hvor det skabes når urankerner "falder fra hinanden" ved spontan fission, og i molybdæn-holdige mineraler der udsættes for neutronstråling.

## Tekniske anvendelser

### Nuklearmedicin
Hovedartikler: Nuklearmedicin og Technetium-99m
Isotopen 99mTc (det lille "m" markerer at der er tale om en nuklear isomer) bruges som radioaktivt sporstof i en række medicinske undersøgelser: Efter at en patient har indtaget eller fået injiceret en passende mængde (ved små børn ned til 20 MBq og voksne mennesker op til 1000 MBq, alt efter undersøgelsen) af stoffet, kan man med dertil indrettet udstyr spore gammastrålingen fra sporstoffet, og dermed "afsløre" hvor og hvordan sporstoffet er blevet fordelt i kroppen. Stoffet gives almindeligvis i form af pertechnetat-ioner, som hurtigt udskilles af kroppen, og med en halveringstid på lige over seks timer vil størstedelen af strålingen fra stoffet været "klinget af" allerede efter et døgn.
Metoden bruges til undersøgelse af en lang række organer og sygdomme: Ved at knytte 99mTc til et monoklonalt antistof kan man få sporstoffet til at binde sig til kræftknuder, og derved afsløre om og hvor i kroppen der er sådanne knuder. Forbindelser der indeholder tin binder sig til de røde blodlegemer, så i kombination med 99mTc kan man kortlægge blodkredsløbet og derigennem afsløre mavesår og andre blødninger, og lokalisere blodpropper og andre kredsløbsforstyrrelser. Ved hjælp af pyrofosfat-ioner kan man få sporstoffet til at binde sig til det calcium der ophobes i skadet hjertevæv, og på den måde bedømme skadernes omfang efter f.eks. en hjerteinfarkt. Visse svovlholdige forbindelser bliver absorberet af milten, og kan derfor bruges sammen med sporstoffet til at kortlægge miltens indre.

### Industrielle anvendelser
Isotopen 99Tc henfalder så godt som udelukkende ved at udsende betapartikler ved meget ensartede, lave energiniveauer, og uden samtidig at udsende gammastråling. Denne isotop har en lang halveringstid, så strålingsintensisten derfra aftager kun ganske langsomt med tiden, og dertil er det let at udskille 99Tc i en meget ren form. Af disse grunde bruges denne isotop som en "reference-strålingskilde" til bl.a. justering af måleinstrumenter.
99Tc er også blevet foreslået anvendt i en speciel form for "atom-batteri", hvori strålingen fra det radioaktive stof får et fosforescerende stof til at lyse, hvorefter lyset udnyttes af solceller til at skabe elektrisk strøm.
Under visse betingelser kan en ganske lille koncentration (50 μmol pr. liter) af pertechnetat-ionen i vand beskytte objekter af jern og kulstofstål der er nedsænket i vandet, mod korrosion. Andre ioner, for eksempel CrO42−, yder en tilsvarende beskyttelse, men skal være til stede i ti gange så høj en koncentration for at virke. Under et forsøg opbevarede man et prøvestykke i pertechnetatholdigt vand i 20 år, hvorefter der ikke var spor af korrosion at se på prøvestykket. Hvordan pertechnetat beskytter metallet er der endnu ikke helt klarhed over, men ifølge visse teorier dannes der et beskyttende overfladelag af technetiumdioxid, som forhindrer vandet i at angribe metallet under overfladelaget.

Desværre gør technetiums radioaktivitet denne form for korrosionsbeskyttelse uanvendelig i mange sammenhænge. Metoden er blevet foreslået, men aldrig anvendt i praksis, til korrosionsbeskyttelse i kogendevandsreaktorer.
Ligesom rhenium og palladium kan technetium bruges som en katalysator; til katalyse af visse reaktioner som eksempelvis dehydrogenering af isopropylalkohol er technetium endda disse to grundstoffer overlegne, men igen gør stoffets radioaktivitet det svært at finde sikre måder at udnytte denne egenskab på.

## Historie
I årtier havde det periodiske system en tom plads mellem molybdæn (med atomnummer 42) og ruthenium (atomnummer 44), og mange af den tids forskere var ivrige efter at blive den første der opdagede og navngav dette ukendte grundstof. Dets placering i det periodiske system antydede, at det ville være lettere at finde end en del af de andre dengang uopdagede grundstoffer.

### Forgæves forsøg på at påvise det nye grundstof
Første "falske alarm" indløb i 1828, da man mente at have fundet det i platin-holdige malme; det blev sågar navngivet polinium, inden man opdagede at der i virkeligheden var tale om urent iridium. Næste gang, i 1846, mente man at have fundet grundstoffet ilmenium — det viste sig at være urent niobium. Året efter blev fejltagelsen gentaget, denne gang med navnet penopium.
Da den russiske kemiker Dmitri Mendeleev i 1869 udgav sit periodiske system, kunne han ud fra placeringen af grundstof nummer 43 forudsige at dette grundstof måtte have kemiske egenskaber der minder om mangan; af den grund kaldte han grundstof nummer 43 for ekamangan. Hans landsmand, kemikeren Serge Kern mente i 1877 at have fundet det ukendte stof i platinmalm, og kaldte det davyum efter Sir Humphry Davy — denne gang var der i virkeligheden tale om en blanding af iridium, rhodium og jern. Endnu en "kandidat", lucium, blev rapporteret i 1896, men viste sig at være yttrium.
I 1908 mente den japanske kemiker Masataka Ogawa at kunne påvise grundstof nummer 43 ud fra røntgenspektre på en prøve af mineralet thorianit; hans navneforslag var nipponium, efter Japan som på japansk hedder Nippon. Men i 2004 kunne man, ved at undersøge en af Ogawas fotografiske optagelser af røntgenspektre konstatere, at det han havde fundet var grundstof nummer 75 (rhenium), ikke nummer 43.
De tyske kemikere Walter Noddack, Otto Berg og Ida Tacke meddelte i 1925 at de havde fundet grundstof nummer 75 og 43, og navngav sidstnævnte masurium (efter Masuren i det østlige Preussen (hvorfra Noddacks familie stammede): De havde bestrålet en prøve af mineralet columbit med elektroner, og ved diffraktion af den røntgenstråling der derefter kom fra prøven, mente de at have konstateret et spektrum der skulle være karakteristisk for dette grundstof i følge en formel offentliggjort af Henry Moseley i 1913. Andre forskere på den tid kunne imidlertid ikke opnå samme resultater, så i en lang årrække blev opdagelsen betragtet som en fejltagelse.

Men i 1998 udførte John T. Armstrong fra National Institute of Standards and Technology nogle computersimulationer over tyskernes forsøg fra 1925, og fandt frem til nogle resultater der stemmer fint overens med hvad Noddack og hans hold mente at have fundet; noget der blev underbygget af det arbejde som David Curtis fra Los Alamos National Laboratory havde lavet vedrørende målinger af uhyre små mængder technetium.
Noddacks hold formåede aldrig at udvinde det grundstof de mente at have fundet, og ingen andre kunne gentage eksperimentet med de samme resultater — til den dag i dag er der stadig debat om hvorvidt de fandt grundstof nummer 43, men selv om det bliver konklusionen, er det tvivlsom om deres navneforslag vil kunne tage pladsen for det navn der bruges i dag om stoffet.

### Opdagelsen
Opdagelsen af det 43. grundstof blev omsider bekræftet ved et forsøg udført af Carlo Perrier og Emilio Segrè ved Universitetet i Palermo i 1937: I sommeren 1936 havde Segrè og hans kone været i USA, hvor han bl.a. traf cyklotronens opfinder, Ernest Lawrence. Segrè overtalte Lawrence til at forære ham nogle cyklotron-komponenter der var blevet kasseret efter at være blevet radioaktive, herunder et folie af molybdæn. Segrè og hans kollega Perrier forsøgte nu at påvise at strålingen fra foliet faktisk stammede fra et grundstof med atomnummer 43, og efter betydelige anstrengelser lykkedes det dem at påvise tre forskellige halveringstider i strålingen; hhv. 90, 80 og 50 dage — det har senere vist sig at stemme med isotoperne technetium-95 og technetium-97. Segrè vendte tilbage til Berkeley og opsøgte straks Glenn T. Seaborg, sammen med hvem han isolerede technetium-99; den isotop der i dag anvendes til diagnosticeringsformål henved ti millioner gange om året.
Ledelsen på Universitetet i Palermo ville have Segrè og Perrier til at kalde deres opdagelse for Panormium, efter Panormus; det latinske navn for Palermo. I stedet valgte de navnet technetium, ud fra det græske ord for kunstig; τεχνητος.

## Naturlig forekomst
Da alle isotoper af technetium er ustabile (og derfor radioaktive), findes det kun i yderst små mængder i Jordens skorpe; der skabes hele tiden bittesmå mængder af stoffet ved spontan fission af uran, men det henfalder kort tid derefter. Et kilo uran-235 indeholder af den grund cirka 1 nanogram technetium.

### Technetium i stjerner
I 1952 opdagede astronomen Paul W. Merrill nogle særlige linjer i spektret fra røde kæmpestjerner af spektralklasse S (ved 403.1 nm, 423.8 nm, 426.8 nm og 429.7 nm), som viste at der var technetium i disse stjerner: Disse røde superkæmper er gamle stjerner nær slutningen af deres "liv", så det ustabile, kortlivede technetium måtte nødvendigvis være dannet i stjernen for nylig (astronomisk set). Siden har man også fundet technetium i stjerner af spektralklasserne M og N — disse opdagelser var med til at styrke den dengang ubekræftede teori om at der dannes tungere grundstoffer inde i stjerner ved nukleosyntese.

## Kunstigt fremstillet technetium
Mens der kun forefindes uendelig små mængder naturligt technetium på Jorden, er det ganske nemt at fremstille ad kunstig vej: Isotopen technetium-99 er hovedisotopen i atomaffaldet fra atomreaktorer. Primært fra uran-brændselsstave, men også andre fissible materialer ender med at danne en del technetium som et af deres fissionsprodukter. Indtil 1994 blev der fremstillet anslået 78 tons i atomreaktorerne, som er den altdominerende kilde til technetium, men langt fra det hele bliver dog udnyttet kommercielt. I 2019 var den anslåede kilopris på ren technetium 100.000US$ (ca. 680.000kr.)

### Kunstigt fremstillet technetium i miljøet
Da fission også finder sted i atombombe-eksplosioner, er der derved blevet frigivet technetium i naturen; omkring 250 kg frem til 1994 — mængder der langt overgår de naturlige forekomster af samme stof. Og ved dumpning af atomaffald i havet er der tilsvarende blevet frigivet technetium, ligesom der udledes noget fra processerne i genanvendelsen af brugt atombrændsel. Konsekvensen er at stoffet nu kan spores, om end i yderst små mængder, i fødevarer fra havet, og i den henseende er technetiums lange halveringstid og evne til at danne en anion (på linje med jod-129) et problem; de fleste processer man bruger til at fjerne fissionsprodukter fra atomkraftens biprodukter, er indrettet til at "opfange" kationer.
En alternativ metode til bortskaffelse af technetium-99, transmutation, er blevet demonstreret af CERN: Man bombarderer technetium-99 med neutroner, hvilket omdanner stoffet til technetium-100. Denne isotop henfalder ved betastråling med en halveringstid på blot 16 sekunder til ruthenium-100. Ulempen ved denne metode er at det behandlede technetium skal være yderst rent; er der blot ganske små mængder af f.eks. americium eller curium til stede, vil disse fissionere under dannelse af stærkt radioaktive fissionsprodukter — det behandlede materiale ender i så fald stik mod hensigten med at blive mere radioaktivt end før behandlingen.

## Isotoper af technetium
Technetium er det "mindste" grundstof (efter atomnummer) der ikke findes stabile isotoper af; al technetium er radioaktivt. De mest stabile isotoper er technetium-98 med en halveringstid på 4,2 millioner år, technetium-97 som har 2,6 millioner års halveringstid, og technetium-99 der halveres på 211.100 år. Dertil kender man yderligere 22 technetium-isotoper, hvoraf de fleste har halveringstider under en time.
Technetium har også talrige nukleare isomerer, hvoraf 97mTc er den mest stabile med en halveringstid på 90,1 dage. Herefter kommer 95mTc med 61 dage, og 99mTc med 6,01 timer. Sidstnævnte udsender udelukkende gammastråling ved sit henfald til 99Tc.